# Fusch an der Großglocknerstraße
Fusch an der Großglocknerstraße település Ausztriában, Salzburg tartományban a Zell am See-i járásban található. Területe 158,06 km², lakosainak száma 680 fő, népsűrűsége pedig 4,3 fő/km² (2014. január 1-jén). A település 813 méteres tengerszint feletti magasságban helyezkedik el.
A település részei: Taxenbacher-Fusch (232 fő) és Zeller-Fusch (432 fő, 2011. október 31-én)

## Fordítás
- Ez a szócikk részben vagy egészben  a   Fusch an der Großglocknerstraße című angol Wikipédia-szócikk ezen változatának fordításán alapul.  Az eredeti cikk szerkesztőit annak laptörténete sorolja fel. Ez a jelzés csupán a megfogalmazás eredetét és a szerzői jogokat jelzi, nem szolgál a cikkben szereplő információk forrásmegjelöléseként.